# Taounate
Taounate (en àrab تاونات, Tāwnāt; en amazic ⵜⴰⵡⵏⴰⵜ) és un municipi de la província de Taounate, a la regió de Fes-Meknès, al Marroc. Segons el cens de 2014 tenia una població total de 37.616 persones. Està situada al sud de les muntanyes del Rif, i a l'oest està l'embassament d'Al Wahda al riu Ouergha, que és l'embassament més gran del Marroc i el segon més gran d'Àfrica.